# Трентон
Трентон (англ. Trenton) — місто (англ. city) на північному сході США, в окрузі Мерсер штату Нью-Джерсі. Населення — 90 871 особа (2020), у тому числі близько 6 400 українського походження, українська католицька (850 вірних) і українська православна (800) церкви, карпаторуські парафії (бл. 4 000). В місті помер Лепкий Левко.

## Географія
Трентон розташований за координатами 40°13′25″ пн. ш. 74°45′50″ зх. д. / 40.22361° пн. ш. 74.76389° зх. д. (40.223748, -74.764001). За даними Бюро перепису населення США в 2010 році місто мало площу 21,12 км², з яких 19,81 км² — суходіл та 1,31 км² — водойми.

## Демографія
Згідно з переписом 2010 року, у місті мешкало 84 913 осіб у 28 578 домогосподарствах у складі 17 741 родини. Було 33035 помешкань
Расовий склад населення:
| - 52,0 % — чорних або афроамериканців - 26,6 % — білих - 1,2 % — азійців - 0,7 % — корінних американців - 0,1 % — вихідців з тихоокеанських островів - 15,3 % — осіб інших рас |

До двох чи більше рас належало 4,1 %. Частка іспаномовних становила 33,7 % від усіх жителів.
За віковим діапазоном населення розподілялося таким чином: 25,1 % — особи молодші 18 років, 66,1 % — особи у віці 18—64 років, 8,8 % — особи у віці 65 років та старші. Медіана віку мешканця становила 32,6 року. На 100 осіб жіночої статі у місті припадало 106,5 чоловіків; на 100 жінок у віці від 18 років та старших — 107,2 чоловіків також старших 18 років.
Середній дохід на одне домашнє господарство становив 47 119 доларів США (медіана — 34 257), а середній дохід на одну сім'ю — 53 375 доларів (медіана — 41 090). Медіана доходів становила 30 963 долари для чоловіків та 34 538 доларів для жінок. За межею бідності перебувало 28,3 % осіб, у тому числі 41,4 % дітей у віці до 18 років та 19,9 % осіб у віці 65 років та старших.
Цивільне працевлаштоване населення становило 33 351 осіб. Основні галузі зайнятості: освіта, охорона здоров'я та соціальна допомога — 24,0 %, науковці, спеціалісти, менеджери — 13,6 %, мистецтво, розваги та відпочинок — 11,5 %, роздрібна торгівля — 10,5 %.

## Українці у Трентоні
У місті знаходиться Український Народний Дім, щорічно проводиться фестиваль приурочений до Дня Незалежності України.

## Відомі особистості

### Народились
- Девід Брерлі (1745—1790) — американський правник
- Джин Екер (1893—1978) — американська акторка
- Джордж Антейл (1900—1959) — американський авангардний композитор, піаніст, письменник і винахідник
- Бетті Бронсон (1906—1971) — американська кіно- і телеакторка
- Джон Герретт (* 1951) — канадський хокеїст.
- Денніс Родман (1961) - американський баскетболіст

### Померли
- Захвалинський Сергій Іванович — хорунжий Армії УНР, учасник бою під Крутами.
- Лепкий Левко Сильвестрович — український поет, прозаїк, журналіст, редактор, композитор, художник.
- Шандрук Павло Феофанович — український військовий діяч часів УНР, генерал-хорунжий армії УНР (1920), генерал-полковник в екзилі, дійсний член НТШ.
- Шандрук-Шандрушкевич Олександр Феофанович — підполковник армії УНР
- Шпаківська Віра Іларіонівна (1895 с. Хорошеве - 1996) — українська громадська діячка, брала участь у діяльності "Просвіти" м. Павлоград, вчителька, письменниця, у 1943 емігрувала в Німеччину, потім в США[25]